# Lennart Hellsing

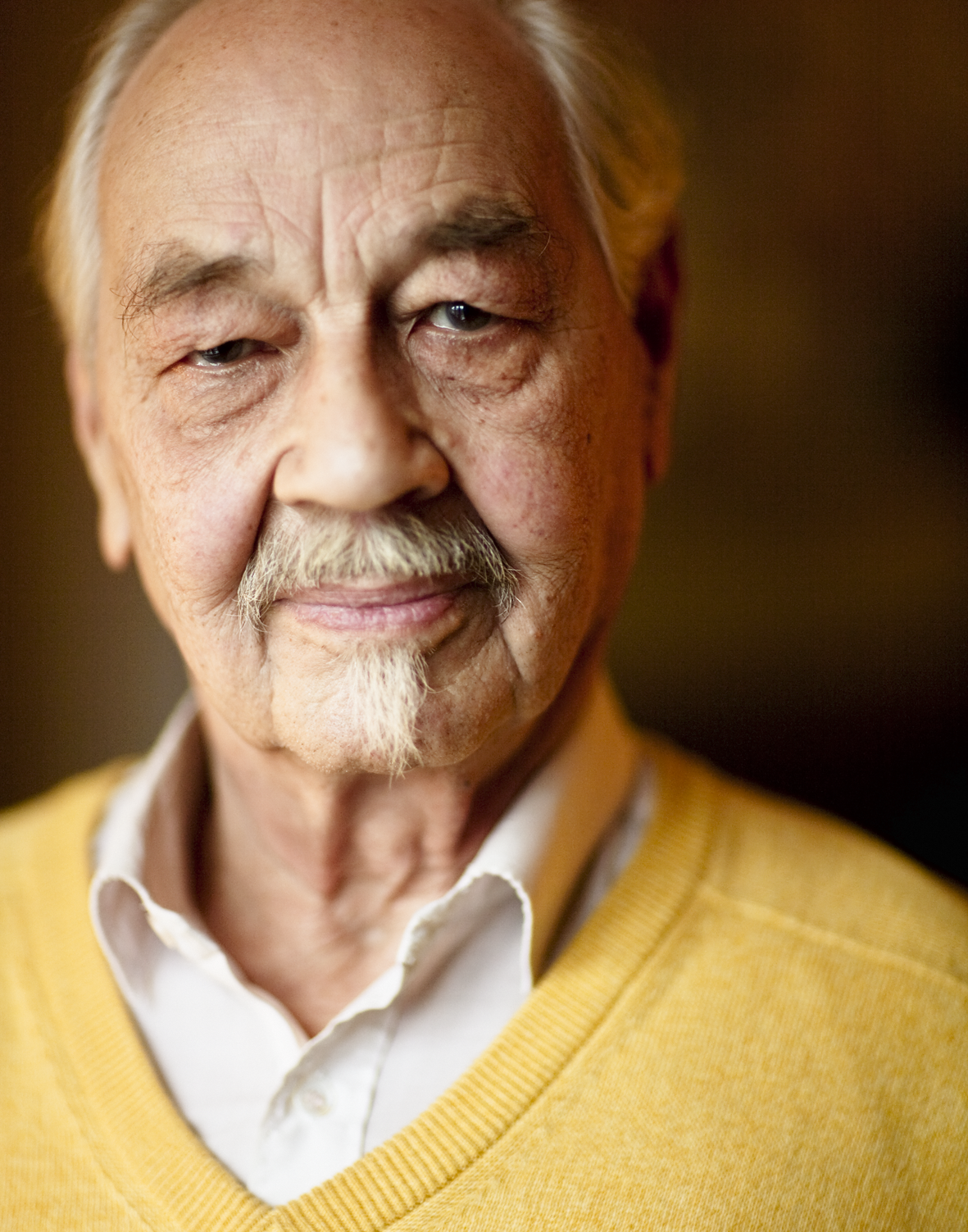
Lennart Hellsing

Lennart Hellsing (* 5. Juni 1919 in Fagersta, Provinz Västmanland; † 25. November 2015 in Stockholm) war ein schwedischer Schriftsteller und Übersetzer.

## Leben
Hellsings Bücher, deren Texte meist aus Reimen bestehen, sind in Schweden seit mehreren Generationen beliebt und seine Figuren sind allgemein bekannt. Auch in den letzten Jahrzehnten des 20. Jahrhunderts ist er dadurch weiterhin bekannt geblieben, dass viele seiner Reime in den Schullesebüchern für die ersten Schuljahre wiedergegeben wurden. Hellsing war in den vergangenen Jahren Mitglied der Schwedischen Kinderbuchakademie.
Seit 1953 war er mit der schwedischen Schauspielerin Yvonne Lombard verheiratet.

## Werke
Lennart Hellsings erstes Kinderbuch erschien 1945 unter dem Titel Katten blåser i silverhorn (Deutsch: Die Katze bläst das silberne Horn). Seine Bücher wurden u. a. von Stig Lindberg, Poul Ströyer und Ulrica Hydman-Vallien illustriert.
An Übersetzungen ist unter anderem Hellsings herausragende Übertragung von Wilhelm Buschs Max und Moritz zu erwähnen.

## Nominierungen und Auszeichnungen
- 1951: Nils-Holgersson-Plakette
- 1970: Astrid-Lindgren-Preis
- 1978: Großer Preis des Samfundet De Nio
- 2005: Nominierung zum Astrid Lindgren Memorial Award (ALMA)[2]